# Хань Ютон
Хань Ютон (16 вересня 1994 , Яньбянь-Корейська автономна префектура, Цзілінь ) — китайська шорт-трекістка, бронзова призерка Олімпійських ігор 2022 року, чемпіонка світу.

## Олімпійські ігри
| Рік  | Місто                     | 500 метрів | 1000 метрів | 1500 метрів | Е | ЗЕ  |
| ---- | ------------------------- | ---------- | ----------- | ----------- | - | --- |
| 2018 | Пхьончхан, Південна Корея | 12         | —           | 9           | 7 | Н/Д |
| 2022 | Пекін, Китай              | —          | 18          | —           | 3 | —   |